# 查尼山
24°3′48″S 65°44′45″W / 24.06333°S 65.74583°W
查尼山（西班牙語：Chañi），是阿根廷的山峰，位於該國北部胡胡伊省，處於聖薩爾瓦多-德胡胡伊西北面約50公里，屬於安第斯山脈的一部分，海拔高度5,949米。